# Espaço aberto
Espaço aberto é a tradução para Open Space Technology (OST). Trata-se de uma forma de congregar pessoas em uma conferência, retiro ou encontro. Alguns barcamp ou desconferências usam Espaço Aberto (Open Space Technology) ou adaptações.
Os participantes são convidados a gerar a agenda do encontro assim como participar liderando pequenos grupos de discussão durante o período desses encontros. Usualmente existe um facilitador mas este não é um líder oficial do encontro, que estabelece regras ou normas.
Esse modelo é hoje muito usado por membros de ONG ou da blogosfera. Segue a ética hacker e outros conceitos Open (tecnologias abertas, sem dono, para o bem coletivo).

## Como começou
A inovação surge pela primeira vez com o nome Open Spaces no Brasil em 2008 no 4º Encontro da Comunidade Python Brasil  onde o convidado internacional Bruce Eckel apresentou o conceito de Open Spaces, e os organizadores da Python Brasil designaram uma sala especialmente para este tipo de atividade.
Mesmo sem usar o nome, as atividades típicas de Open Spaces sempre foram a principal atração da Campus Party, um evento que reúne pessoas com um real interesse em trocar ideias de forma não hierarquizada. Em 2008, estes "eventos dentro do evento" ganharam o nome de #eamob, espaços abertos que ocorrem a qualquer momento, em qualquer lugar, bastando para isso avisos pelo celular uns aos outros, com a agilidade de um flashmob. Na versão 2009 do Campus Party surge novamente o termo em inglês (Open Space).
Pelo que se tem notícia, foi o evento da ABCR (Associação Brasileira de Captadores de Recursos) denominado Festival Latinoamericano de Captação de Recursos, que trouxe novamente a nomenclatura "Espaço Aberto" em seu bojo, através de palestras, oficinas e rodas de conversa entre captadores, cuja programação era construída e se definia no decorrer do próprio encontro e isso era exposto em um grande painel onde qualquer um se candidatava a palestrar, bastando escrever em um papel seu nome e tema e colando esse papel no espaço respectivo a uma sala e horário determinado.
É preciso dizer que espaços abertos já ocorrem há mais tempo no Brasil e Portugal, mas pela primeira vez se deu esse nome e inspirado completamente na metologia Open Space

## Metodologia
A metodologia de reunião em Espaço Aberto (Open Space Technology) foi iniciada por Harrison Owen cujo site e livros são uma referência da metodologia (Ver site de Harrison Owen). O autor definiu a metodologia como sendo não proprietária e não necessitando de qualquer tipo de "certificação". Um conjunto muito vasto de facilitadores da metodologia foi-se organizando através de reuniões locais, regionais e internacionais, de discussão em mailing lists e da criação de institutos (que são organizações não lucrativas de facilitadores de Espaço Aberto, atuantes através do trabalho voluntário). Até agora os facilitadores de Espaço Aberto que se expressam em português ou espanhol são em número reduzido, mas imagina-se que através de iniciativas como o #eamob rapidamente centenas ou até milhares de eventos comecem a ocorrer como já tem acontecido no início do ano de 2008.

## Objetivo: mudar o mundo
Os já conhecidos seminários, congressos, palestras, etc... são situações que não condizem com a realidade atual. Pessoas conectadas esperam poder expressar-se, sem necessidade de um líder palestrante pretensamente mais conhecedor do assunto. A não hierarquia é uma forma de estabelecer laços fraternos entre integrantes de um mesmo evento, promovendo linkania.